# Cladonia microscypha
Cladonia microscypha är en lavart som beskrevs av Ahti & S. Stenroos. Cladonia microscypha ingår i släktet Cladonia och familjen Cladoniaceae.   Inga underarter finns listade i Catalogue of Life.